# Monte Iviangiusaq

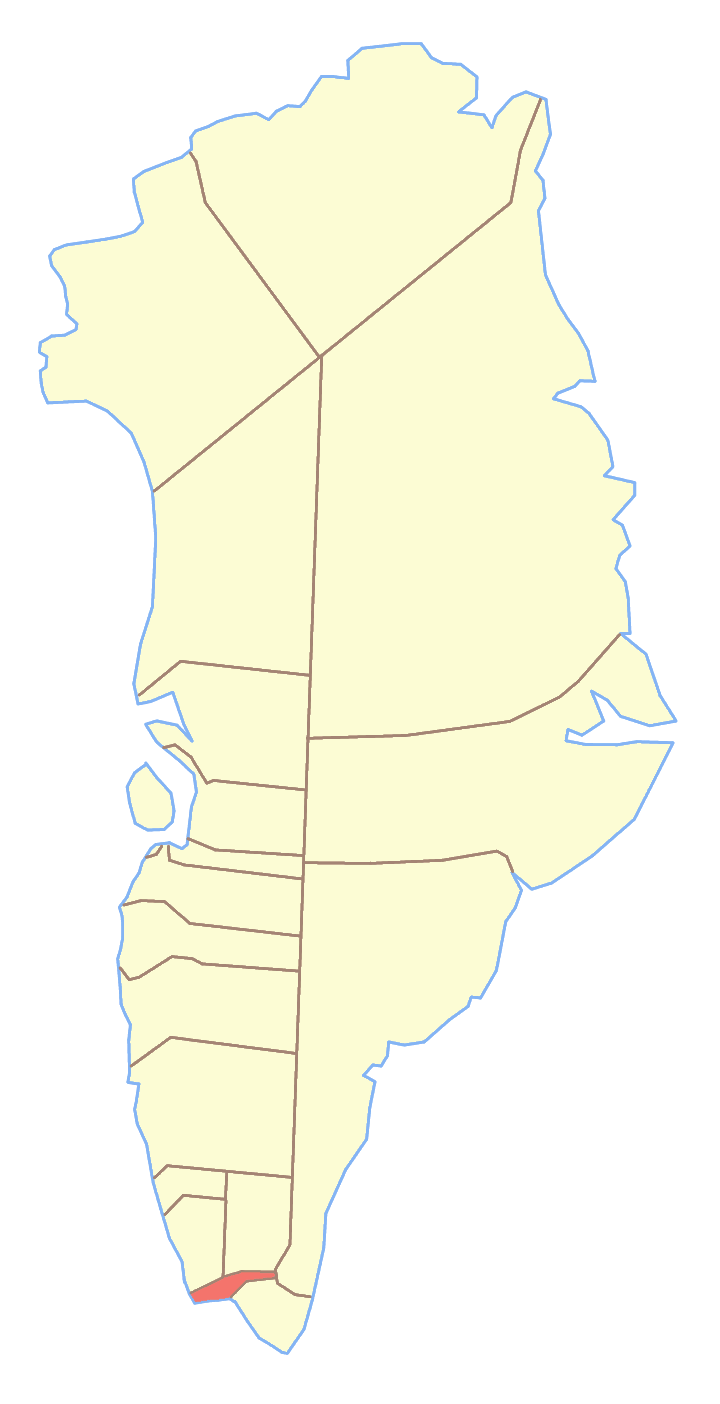
Ex comune di Qaqortoq, dove si trovava in parte il monte Iviangiusaq

Il monte Iviangiusaq (groenlandese: Iviangiusaq Kangilleq) è una montagna della Groenlandia di 805 m. Si trova a 60°51'N 45°54'O; appartiene al comune di Kujalleq.